# McKinnon, Wyoming
McKinnon är en ort (census-designated place) i Sweetwater County i sydligaste delen av den amerikanska delstaten Wyoming, med 60 invånare vid 2010 års federala folkräkning. Orten ligger vid Wyoming Highway 414 nära delstatsgränsen till Utah.